# Maryam Mirzakhani
Maryam Mirzakhani (Perzisch: مریم میرزاخانی, Teheran, 3 mei 1977 – Palo Alto, Californië, 14 juli 2017) was een Iraanse wiskundige en sinds 2008 hoogleraar wiskunde aan de Universiteit van Stanford. Haar onderzoeksinteresses omvatten Teichmüller-ruimten, hyperbolische meetkunde, ergodentheorie en symplectische meetkunde.  In 2014 won Mirzakhani als eerste vrouw de Fieldsmedaille.

## Biografie

### Opleiding
Mirzakhani kreeg als talentvolle tiener nationale bekendheid nadat ze op de Internationale Wiskunde Olympiade van 1994 en 1995 een gouden medaille won. Op deze laatste olympiade was ze de eerste Iraanse student met een perfecte score.
Tijdens haar middelbare school jaren bezocht Mirzakhani de Farzanegan School, National Organization for Development of Exceptional Talents (NODET), in Teheran. In 1999 behaalde zij haar BSc in de wiskunde aan de Sharif University of Technology in Teheran, waarna ze voor verdere studies naar de Verenigde Staten trok. In 2004 behaalde zij haar PhD op de Harvard-universiteit, waar zij onder begeleiding van Fieldsmedaillewinnaar Curtis McMullen werkte.

### Wetenschappelijk werk
Mirzakhani leverde enkele belangrijke bijdragen aan de theorie van moduliruimtes van Riemann-oppervlakken. In het begin van haar carrière ontdekte ze een formule om het volume van een moduliruimte met een gegeven soort uit te drukken als een polynoom van het aantal randcomponenten. Dit leidde haar naar het vinden van een nieuw bewijs voor het vermoeden van Edward Witten over de intersectiegetallen van tautologische klassen op moduliruimten alsmede een asymptotische formule voor het aantal enkelvoudige  gesloten geodeten op een compact hyperbolisch oppervlak. Haar latere werk richtte zich op Teichmüllerdynamica in een moduliruimte. Ze bewees het vermoeden dat William Thurstons aardbevingsstroom in een Teichmüller-ruimte ergodisch is.
Mirzakhani kreeg de Fieldsmedaille in 2014 voor "haar buitengewone bijdrage aan de dynamica en meetkunde van Riemann-oppervlakken en hun moduliruimtes." Ze werd een beroemdheid in haar geboorteland, maar sommige Iraanse media vermeden haar af te beelden zonder hoofddoek. De Iraanse president Hassan Rohani stuurde haar gelukwensen en plaatste op Twitter twee foto's van haar, één met en één zonder hoofddoek.

### Privéleven
Maryam Mirzakhani was getrouwd met Jan Vondrák, een Tsjechisch theoretisch informaticus van de Universiteit van Stanford die nu werkt voor IBM Almaden Research Center. Samen hebben ze een dochter, Anahita. Haar huwelijk met een niet-moslim werd nooit erkend in Iran en bemoeilijkte familiebezoeken. Ze overleefde in februari 1998 op wonderbaarlijke wijze een val met een bus in een Iraans ravijn. In 2017 overleed Mirzakhani aan een uitzaaiing in de beenderen van een vier jaar eerder vastgestelde borstkanker.

## Prijzen en eerbetonen
- Fieldsmedaille 2014[4]
- Plenaire spreker op het Internationale congres van wiskundigen (ICM 2014)
- Clay Research Award 2014[18]
- De 2013 AMS Ruth Lyttle Satter Prize in Mathematics[19]
- Hoogleraar op de universiteit van Stanford (op 31-jarige leeftijd in 2008)
- AMS Blumenthal Award 2009[20]
- Clay Mathematics Institute Research Fellow 2004
- Harvard Junior Fellowship Harvard University, 2003.

In 2019 werd er een nieuwe prijs opgericht ter ere van Mirzakhani, de Maryam Mirzakhani New Frontiers Prize. Deze speciale prijs betreft een beloning van $ 50.000, die wordt uitgekeerd door een commissie van de Breakthrough Prize in Mathematics aan getalenteerde jonge vrouwelijke wiskundigen die binnen twee jaar hun doctoraat behalen.